# عبد الله بن سلمة
عبـدالله بـن سلمـة الغـامـدي، فارس، وشاعر عربي جاهلي، أحد الشعراء الكبار المخضرمين مابين الجاهلية والأسلام، من سادة قومه شديد الفخر بهم، كان يُحب امرأة أسمها جَنوب فقال فيها الشعر، اختار له المفضل الضبي قصيدتين في المفضليات واختار له البحتري في حماسته سبعة أبيات متفرقات، أمتاز شعرهُ بالوصف الدقيق والغزل العفيف، كما وأمتاز بالحماسة والفخر. وهو صاحب راية الازد في معركة البويب استشهد في موقعة الجمل.
وقال يفخرُ بعراقَةِ أصلِهِ وشرفِ قومِهِ:

## نسبه
- هو عبد الله بن سليم بن الحارث بن عوف بن ثعلبة الأزدي الغامدي، وقيل ابن سلمة أو سليمة[3]

## قصيدته في جَنوب
- قصيدته في محبوبته

هذه القصيدة قالها في صاحبته جَنوب وفيها تحدث عن علو شأنها وجمالها وتفردها بالحسن والطيب، وأنها هزئت من شيب رأسه فقال مفاخراً ان الشيب لم يضعفه بشئ، وفخرا بشجاعته وفروسيته وحسن صحبته، ووصف الناقة والفرس والصيد عليها، وأن نقصان ماله لا يُقصر من كرمه، وهي أحد قصائد المفضليات، فقال:

## من أشعاره فيالمفضليات
- وصف منازل حبيبته

وفي هذه القصيدة يصفُ منازل حبيبته وطلولها الدوارس، وتحدث عن ذهابه للصيد على فرسه، ثم فخرا بصلابة نفسه وكرمه، وهي إحدى قصائد المفضليات، فقال: